# Port lotniczy Long Banga
Port lotniczy Long Banga (IATA: LBP) – port lotniczy położony w Long Banga, w stanie Sarawak, w Malezji.